# 베이비 케이지

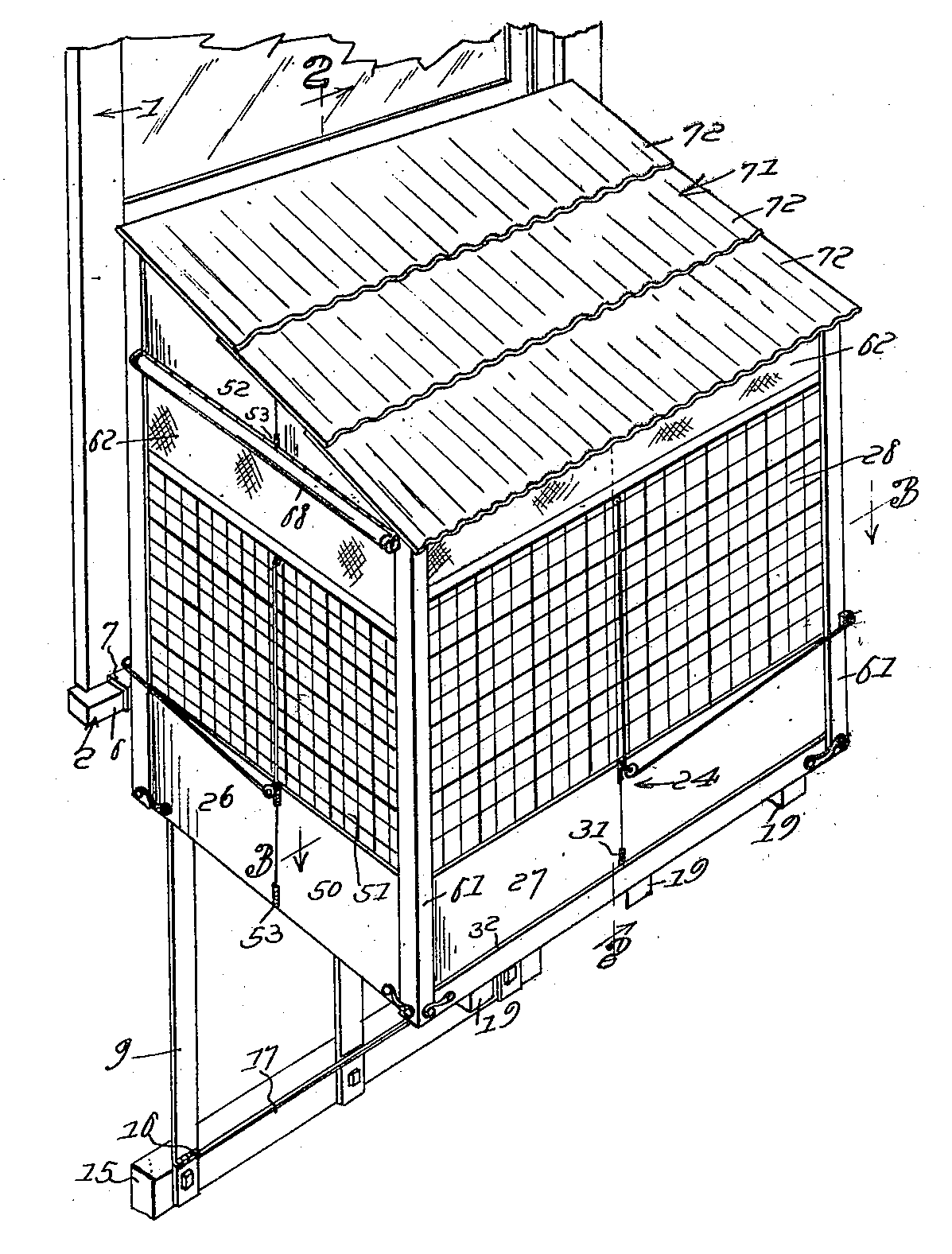
엠마 리드의 "휴대용 아기 새장" 특허의 그림 1

베이비 케이지(Baby cage)는 도시 아파트 창문에 매달린 철망 케이지 형태의 침대였다. 초기에는 "건강 새장"이라고 불렸던 이 새장은 로버트 C. 래퍼티 부인이 붐비는 도시에서 아기들에게 신선한 공기와 햇볕을 제공하기 위해 발명했다.

## 역사
1900년대 초, 결핵의 광범위한 확산을 막기 위한 시도로 많은 야외 학교가 지어졌다. 신선한 공기와 환기가 전염병 퇴치의 핵심이라는 믿음은 아기 새장의 탄생으로 이어졌다.
1908년, 아기들에게 신선한 공기가 필요하다고 주장한 의사의 권고에 따라, 엘리너 루스벨트는 뉴욕 자택의 뒷창문 중 하나 바깥에 "양옆과 위쪽에 철망이 있는 일종의 상자"를 달아 그해 태어난 첫 아이인 애나의 아침 낮잠 장소로 사용했다. 루스벨트는 아기가 울도록 두라는 같은 의사의 조언을 따랐지만, 아이의 울음소리에 놀란 이웃들은 뉴욕 아동학대방지협회에 어머니를 신고하겠다고 위협했다. 루스벨트는 나중에 이웃들의 반응에 얼마나 충격을 받았는지 회고하며, 자신은 그저 현대적인 어머니가 되고 싶었을 뿐이라고 말했다.
1922년, 엠마 리드가 "휴대용 아기 새장"에 대한 특허 출원을 제출했다. 이 새장은 창문의 외부 가장자리에 매달아 아기를 그 안에 넣을 수 있도록 고안되었다.
아기 새장의 사용은 1930년대 런던에서 큰 인기를 얻었다. 이 장치는 정원이 없는 도시에 사는 아이들을 위해 만들어졌다. 첼시 베이비 클럽과 같은 이웃 공동체는 정원이 없는 모든 회원에게 이 아기 새장을 제공했다. 1935년, 영국 왕립 건축가 협회는 첼시 베이비 클럽 이니셔티브의 사례를 인용하며 balcons pour bébés 요소를 중산층의 모든 주택에 필수적인 것으로 지정했다. 제2차 세계 대전 초기에 루프트바페가 이끈 영국 본토 항공전으로 런던 전역에서 아기 새장 사용이 중단되었지만, 1953년부터 다시 등장했다. 하지만 이전만큼 인기가 많지는 않았다.
결국, 1900년대 중반을 지나면서 아기 새장 판매는 점진적으로 감소했다. 이는 아마도 안전 문제와 도시 자동차 교통량의 증가 때문인 것으로 보인다.

## 설계
재료는 달랐지만, 일반적인 설계는 같았다. 철망으로 된 새장은 공기와 햇빛이 통과하도록 하면서 아이가 아래 거리로 떨어지는 것을 막았다. 일부 설계는 아이를 눈, 비 또는 위에서 떨어지는 파편으로부터 보호하기 위해 지붕을 포함했다.

## 더 읽어보기
- Keyser, Hannah (2015년 6월 24일). “A Brief and Bizarre History of the Baby Cage”. 《Mental Floss》. 2019년 3월 29일에 확인함.
- Grothe, Solveig (2017년 1월 26일). “Käfig-Kinder: Schatz, häng mal das Baby zum Lüften raus”. 《Spiegel Online》 (독일어). 2019년 3월 29일에 확인함.
- Jackson, Nicholas (2010년 10월 8일). “Old, Weird Tech: Baby Cage Edition”. 《The Atlantic》. 2019년 3월 29일에 확인함.
- Oloffson, Kristi (2010년 5월 27일). “The 50 Worst Inventions: Baby Cage”. 《Time》. 2019년 3월 29일에 확인함.
- Read, Emma (1923년 3월 13일). “1,448,235. Portable baby cage.”. 《Official Gazette of the United States Patent Office》 308 (2). 346면. hdl:2027/wu.89048463541?urlappend=%3Bseq=400.
- Vestal, Shawn (2013년 1월 4일). “How did Portable Baby Cage not catch on?”. 《The Spokesman-Review》. 2019년 3월 29일에 확인함.
- Edwards, Phil (2015년 9월 9일). “The bold and beautiful baby cage”. 《Vox》. 2019년 3월 29일에 확인함.